# 正面水库
正面水库是中国河南省新乡市卫辉市境内的一座水库，位于沧河上，建于1973年。水库正常库容为1125万立方米，集雨面积为90平方千米，海拔为395米。